# آلنس
آلنس (به انگلیسی: Alness) یک شهرک در اسکاتلند است که در هایلند واقع شده‌است. آلنس ۵٬۳۱۰ نفر جمعیت دارد.